# Virgile de Salzbourg
Pour les articles homonymes, voir Virgile (homonymie).
Virgile de Salzbourg ou saint Virgile, appelé aussi Feirgil ou Fearghal, mort le 27 novembre 784 à Salzbourg, est un moine du début du VIIIe siècle, né en Irlande. Un éminent érudit, il fut aussi abbé du monastère Saint-Pierre et évêque de Salzbourg de 749 jusqu'à sa mort. C'est un saint fêté par l'Église le 27 novembre.

## Biographie
Issu d'une famille aristocratique, selon la légende descendante de Niall Noigiallach, il a sans doute étudié à l'abbaye d'Iona. Dénommé abbé d'Aghaboe, il est mentionné dans les Annales des quatre maîtres et dans les Annales d'Ulster.
Vers l'an 743, il entreprit d'aller en pèlerinage en Terre Sainte, et s'arrêta en route au monastère de Quierzy où il rencontra le maire du palais Pépin le Bref, père de Charlemagne. Celui-ci ayant défait Odilon, duc de Bavière, nomma Virgile responsable du diocèse de Salzbourg. Il administre le diocèse sans en être l'évêque, l'évêque étant Dobdagrecus (sans doute d'origine irlandaise également).
Le 15 juin 749, finalement, il a reçu les ordres épiscopaux et Dobdagrecus a pris la direction spirituelle de l'abbaye de Chiemsee. La même année, Virgile devient abbé du monastère Saint-Pierre de Salzbourg. Dès lors, il évangélisa les populations slaves, forma et envoya des missionnaires en Carantanie où il a lancé la construction d'une première église dédiée à la bienheureuse Vierge Marie à Maria Saal.
Toutefois, il eut de nombreuses controverses spirituelles avec saint Boniface, chargé par le pape Grégoire II d'organiser les quatre diocèses de Bavière, ainsi que des querelles scientifiques, étant donné que Virgile était très versé dans l'astronomie, la géographie, l'anthropologie, toutes notions qui pouvaient sembler « hérétiques » aux yeux de Boniface ; Virgile affirmait en particulier qu'il existait des hommes aux antipodes. Selon l'auteur d'une dissertation imprimée dans les mémoires de Trévoux, tout ce dont on dispose, c'est d'une lettre du pape Zacharie à saint Boniface dans laquelle il écrit :
« S'il est prouvé que Virgile soutient qu'il y a un autre monde et d'autres hommes sous cette terre, un autre soleil et une autre lune, assemblez un concile, condamnez-le, chassez-le de l'Église après l'avoir dépouillé de la prêtrise, etc. »
Selon cet auteur, il n'y a aucune preuve que cet ordre du pape ait été exécuté, soit que l'accusation intentée contre Virgile se soit trouvée fausse, soit qu'il se soit expliqué ou rétracté. Selon le rev. Clifford Stevens, le pape Zacharie, ne donna pas suite aux informations qui lui furent rapportées.
Virgile fut à l'origine de la construction de la cathédrale de Salzbourg, qu'il dédia à saint Rupert le 24 septembre 774.
C'est au retour d'une mission épiscopale loin de son diocèse qu'il tomba malade et mourut le 27 novembre 784.

## Vénération
La cathédrale de Salzbourg construite par saint Virgile fut détruite par un incendie en 1181, c'est alors que sa tombe fut découverte, et que le Pape Grégoire IX le canonisa.
Canonisé le 18 juin 1233, il est fêté le 27 novembre.

## Représentation - patronage
- Virgile de Salzbourg est représenté en habits épiscopaux, tenant une cathédrale dans ses mains.
- Il est le patron de la ville de Salzbourg.

## Vision de saint Virgile
La tradition rapporte que lors d'un pèlerinage en la cathédrale du Puy-en-Velay saint Virgile eut une vision de saint Arnulphe : « Je vis le vénéré Arnulphe de Puteaux, debout face à l'autel. Il tenait en sa main de la terre glaise, qu'il pétrissait furieusement. Il tourna la tête vers moi et se mit à crier : Dis ta blessure ! Dis ta blessure ! À ces mots, je ne pus réprimer un immense sanglot et tombai à la renverse. Puis un souvenir de ma prime enfance remplaça la vision : je vis ma mère, riant avec un homme que je savais ne pas être mon père, me désignant du doigt et criant : le petit ver de terre que voilà ! [NTD : jeu de mots latin sur le nom Virgile, intraduisible en français]. Un profond sentiment d'agapé envahit alors mon âme et y resta longtemps. Quand la transe fut terminée et que je revins à des hauteurs crées [NDT : au monde des hommes], le bienheureux Arnulphe n’était plus là. Mais je serrais en ma main quelque chose : c’était un petit ver de terre d'argile cuite. Je brisais alors l'argile et les nones se mirent à sonner. J’étais consolé, et même guéri. »
L'absurdité de cette vision fut citée a charge par l'avocat du diable lors de son procès en canonisation. Si nul ne conteste l’authenticité de la relation de sa vision, le mystère de sa signification n'a pu être levé.

## Liens
- Ressource relative aux beaux-arts :   - British Museum
- Ressource relative à la religion :   - GCatholic.org
- Notices dans des dictionnaires ou encyclopédies généralistes :   - Brockhaus
  - Deutsche Biographie
  - Dictionary of Irish Biography
  - Oxford Dictionary of National Biography
- Notices d'autorité :   - VIAF
  - ISNI
  - IdRef
  - LCCN
  - GND
  - CiNii
  - Pays-Bas
  - Vatican
  - Australie
  - WorldCat